# Grgurovce
Grgurovce (en serbe cyrillique : Гргуровце) est un village de Serbie situé dans la municipalité de Lebane, district de Jablanica. Au recensement de 2011, il comptait 322 habitants.

## Démographie
| 1948  | 1953  | 1961 | 1971 | 1981 | 1991 | 2002 | 2011 |
| ----- | ----- | ---- | ---- | ---- | ---- | ---- | ---- |
| 1 010 | 1 077 | 920  | 823  | 645  | 538  | 420  | 322  |

|  |